# 特別背任罪
特別背任罪（とくべつはいにんざい）とは、犯罪類型の一つ。背任罪の特別法として規定されたものである。

## 概要
組織の幹部など組織運営に重要な役割を果たしている者が、自己若しくは第三者の利益を図り又は組織に損害を加える目的で、その任務に背く行為をし、当該組織に財産上の損害を加えたときに成立する。未遂も罰せられる。財産犯に分類される。
組織経営に重要な役割を果たす者が背任を行った場合、通常の背任より責任が重いと考えられることから、背任罪とは別に法律に規定されている。

## 各法律の規定
以下の法律で特別背任罪が規定されている。
- 会社法第960条～第962条 - 株式会社、清算株式会社
- 保険業法第322条・第323条 - 保険会社等
- 医療法第77条・第78条（第79条）- 社会医療法人
- 投資法人法第228条・第228条の2 - 投資法人
- 一般社団法人等法第334条 - 一般社団法人等
- 資産流動化法第303条 - 特定目的会社
- 金融機関合併転換法第71条 - 新設合併設立銀行